# Колотілова Любов Миколаївна
Любов Миколаївна Колотілова — начальник управління Державного архіву Міністерства закордонних справ України. Надзвичайний і Повноважний Посланник другого класу. Ветеран дипломатичної служби України. Автор (співавтор) ряду статей юридичної та сучасної України енциклопедій.

## Праці
- Головування України в Раді Безпеки ООН [Збірник документів] / ред. А. М. Зленко ; сост.: А. П. Бешта, Л. М. Колотілова. — К. : Юрінком Інтер, 2001. — 632 с. — ISBN 966-7784-89-4
- Україна на міжнародній арені [Текст]: зб. документів і матеріалів. 1996—2000 рр.: У 2 кн. (Кн. 1) / упоряд. Л. М. Колотілова [та ін.] ; відп. ред. А. М. Зленко. — К. : Юрінком Інтер, 2003 . — ISBN 966-667-123-9
- Статті «Європейська комісія „Демократія через право“», «Європейський суд аудиторів» в юридичній енциклопедії.

## Нагороди
- Орден «За заслуги» III ступеня (2007)[3].
- Орден княгині Ольги III ступеня (2017)[4].
- Подяка київського міського голови (2008)[5].
- Медаль «За працю і звитягу» (2001)[6].